# Herb gminy Sławatycze
Herb gminy Sławatycze – jeden z symboli gminy Sławatycze, autorstwa Kamila Wójcikowskiego i Roberta Fidury ustanowiony 11 października 2015.

## Wygląd i symbolika
Herb przedstawia na tarczy  w polu złotym orła czarnego o uzbrojeniu złotym i języku czerwonym, z mitrą książęcą na głowie oraz na piersi z tarczą sercową błękitną, w której trzy trąby czarne o okuciach, ustniku, wylocie i nawiązaniach złotych, w rosochę. Herb wywodzi się bezpośrednio z herbu dawnego miasta Sławatycze, który był tożsamy z książęcym herbem rodu Radziwiłłów - długoletnich właścicieli miasta.

## Historia

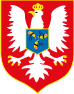
Herb gminy Sławatycze do 2015 roku

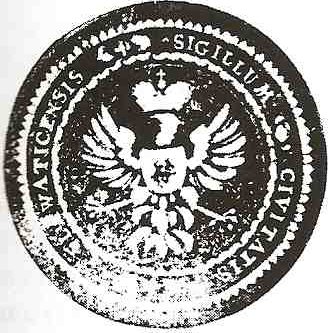
Odcisk pieczęci Sławatycz z 1765-1802

### Okres staropolski
Najdawniejsze znane informacje na temat herbu Sławatycz pochodzą z okresu rządów Radziwiłłów. Pierwszy przywilej nadający miastu herb Radziwiłłów wydano 25 czerwca 1677. Przywilej ten następnie wielokrotnie ponawiano, zaś w wersji potwierdzonej przez Jana III Sobieskiego 15 lutego 1693 odnajdujemy słowa:

osobliwym przywilejem swoim temuż miastu sławatyckiemu herb domu swego, orła z trąbami trzema, nadał, tedy my go immobiliter aprobujemy

Następnie znany jest z 15 stycznia 1761 odpis przywileju Augusta III, z informacją, że na marginesie przywileju

wymalowany Czarny Orzeł jednogłowy z koroną na głowie bez trąbów.

Pierwszy i jedyny znany nam historyczny wizerunek godła herbowego Sławatycz pochodzi z odcisku pieczęci miejskiej użytej na dokumencie z 1765 i 1802 roku. Pieczęć okrągła, o średnicy 57 mm. W polu pieczęci widnieje godło w postaci orła z tarczą prawdopodobnie z herbem Trąby na piersi, z głową zwieńczoną mitrą książęcą. Legenda otokowa głosi SIGILLUM CIVITATIS SŁAWATICENSIS. Poszczególne słowa oddzielone są separatorami w postaci krzyżyków ujętych w nawiasy.

### Okres rozbiorów
Herb udzielony przez Radziwiłłów zaistniał po raz pierwszy w wersji kolorowej w projekcie stworzonym przez Teodora Chrząńskiego w 1847 na potrzeby Albumu  Heroldii Królestwa Polskiego. Zaproponowane tam barwy to orzeł srebrny na czerwonym polu, tarcza sercowa niebieska. Projekty herbów z 1847 nie weszły w życie, zaś w 1869, Sławatycze utraciły prawa miejskie. Kwestia herbu Sławatycz została zapomniana na 90 lat.

### Okres powojenny
Po dłuższej przerwie informacje na temat kształtu i barw herbu Sławatycz opublikował Marian Gumowski. Heraldyk wprost skrytykował rekonstrukcję barwną Chrząńskiego, zauważając, że orzeł powinien być radziwiłłowski, tzn. czarny w polu złotym. Informacja ta została powtórzona w wydawnictwie Miasta polskie w tysiącleciu, gdzie dodatkowo sprecyzowano barwę tarczy sercowej jako czerwoną.

### Lata 90 i 2000
Herbem Sławatycz interesowali się heraldycy białoruscy. Kolorową rekonstrukcję herbu opartą wprost na jedynym znanym odcisku pieczętnym zamieścił w 1998 roku w swojej książce A. Citov. Herb ma tam tarczę przydzielaną w białoruskiej heraldyce municypalnej miastom o XVI-wiecznej proweniencji.
Polskie władze samorządowe przywróciły do użycia herb Sławatycz jako herb gminy w latach 90. Niestety wprawdzie treść herbu była poprawna, ale błędnie zrekonstruowano jego barwy (jak u Chrząńskiego). Ponadto rysunek poszczególnych elementów herbu był słabej jakości. Władze gminy Sławatycze zostały poinformowane o uchybieniach w herbie i zleciły opracowanie jego poprawnej wersji. Nowa wersja herbu została pozytywnie zaopiniowana przez Komisję Heraldyczną 29 maja 2015 i oficjalnie przyjęta przez władze gminy 11 października 2015.